# Lavička P. M. Loria
Sedátko P. M. Loria, též zvané lavička P. M. Loria, původního názvu Loria Sitz, se nachází při cestě někdejšího jména Jubilejní v lázeňských lesích Karlových Varů. Nechal ho vytesat lázeňský host z Milána P. M. Loria.

## Historie
V karlovarských lázeňských lesích bývalo zvykem vytvářet drobné či větší historické památníky na počest významného lázeňského hosta či hostů nebo jako poděkování za hostovo uzdravení.
V roce 1868 přijel poprvé do Karlových Varů na léčení milánský obchodník s nemovitostmi P. M. Loria. Z Kurlistů je známo, že se dostavil 14. srpna a ještě s jednou osobou se ubytoval v domě U Dvou monarchů na Nové louce. Trápilo ho onemocnění jater, a protože mu léčba prospěla, svůj pobyt zopakoval ještě v letech 1869, 1871, 1872, 1885 a 1891.
Při svých procházkách si oblíbil místo s četnými skalami ve svahu nad Zámeckým vrchem, lázeňskými hosty často navštěvované a neznámým básníkem zvané Nebe na zemi (původně německy Himmel auf Erden). Nechal pak do jedné ze skal vytesat lavičku a k ní osadit pamětní desku. Přesnější údaje o stavbě, tj. kdo a kdy pamětní místo zhotovil, nejsou zatím známy.

## Popis
Sedátko P. M. Loria se nachází při lesní cestě vedoucí od skály Jeleního skoku téměř po vrstevnici směrem k někdejší lesní kavárně a restauraci Myslivna. Kdysi se tato vycházková cesta jmenovala Jubilejní promenáda, neboť byla vybudována k 500. výročí založení Karlových Varů v roce 1858.
Lavička je zde vytesána ve skále a do jejího opěradla je zasazena mramorová pamětní deska s nápisem. Neúplný text je uveden zde:
LORIA SITZ
.......
P. M. Loria di Milano
1868. 1969. 1871. 1872. 1885. 1891.

## Galerie

Lavička P. M. Loria u Jubilejní cesty
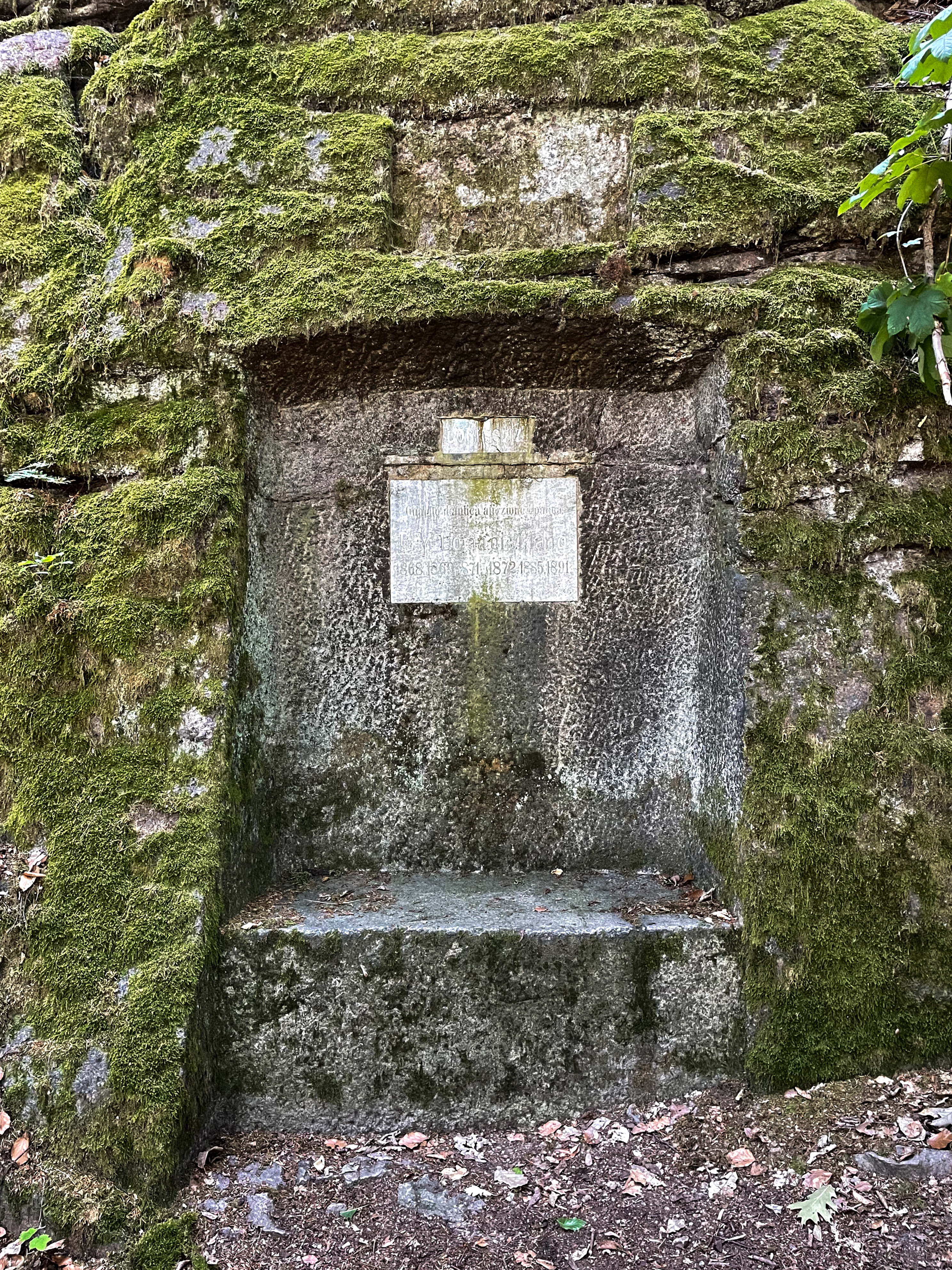
Lavička ve skále
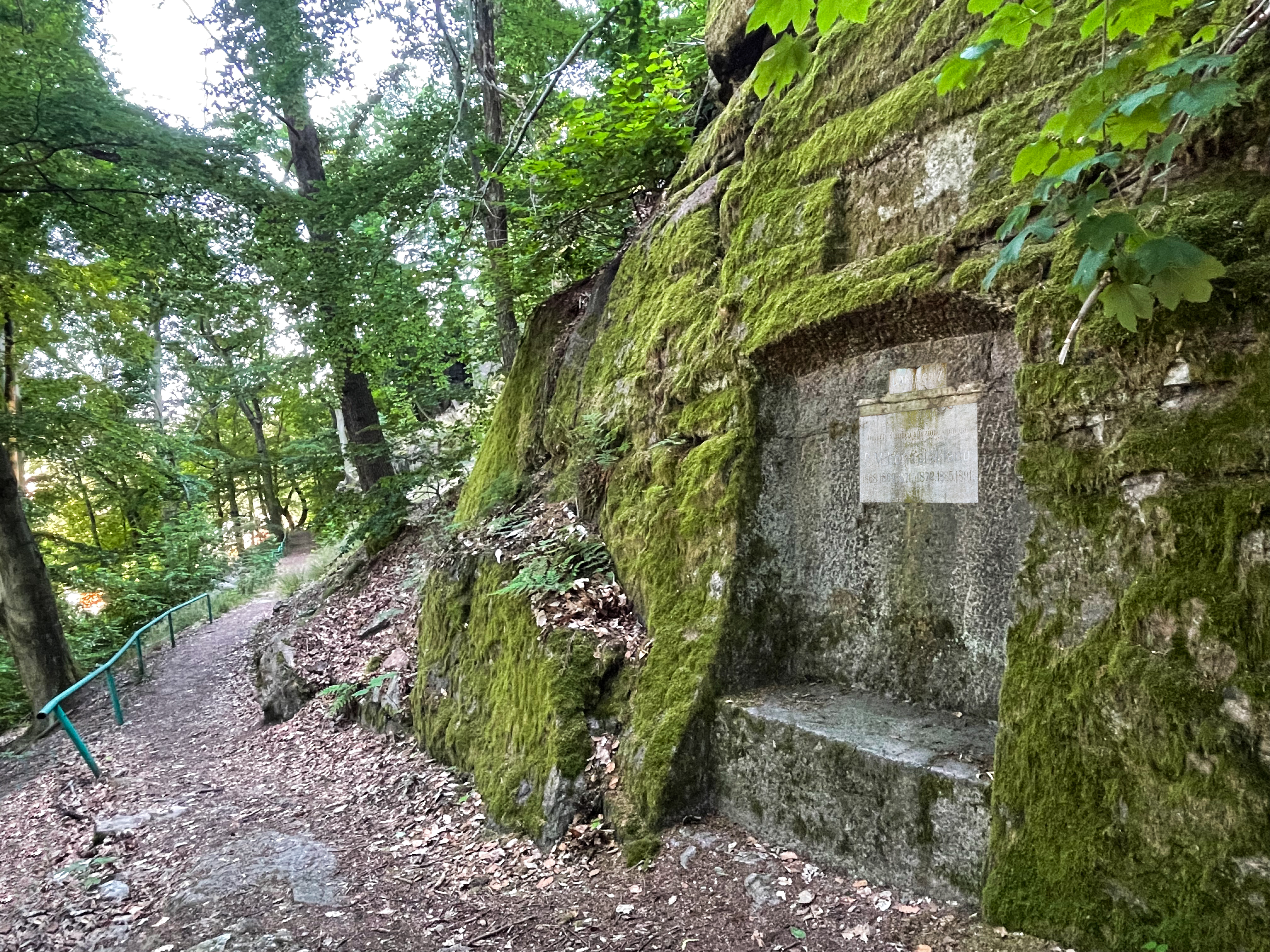
U Jubilejní cesty
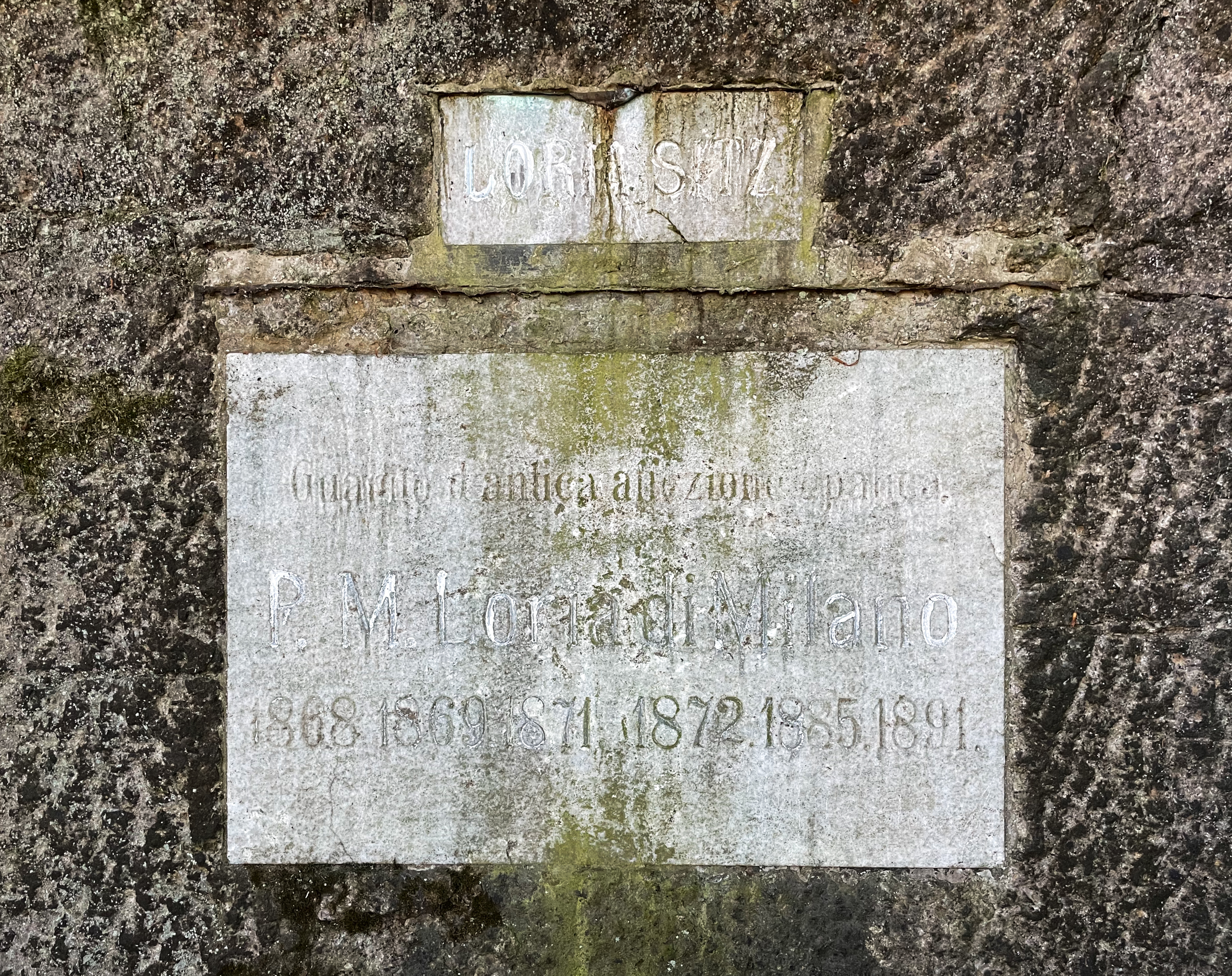
Pamětní deska v opěradle lavičky
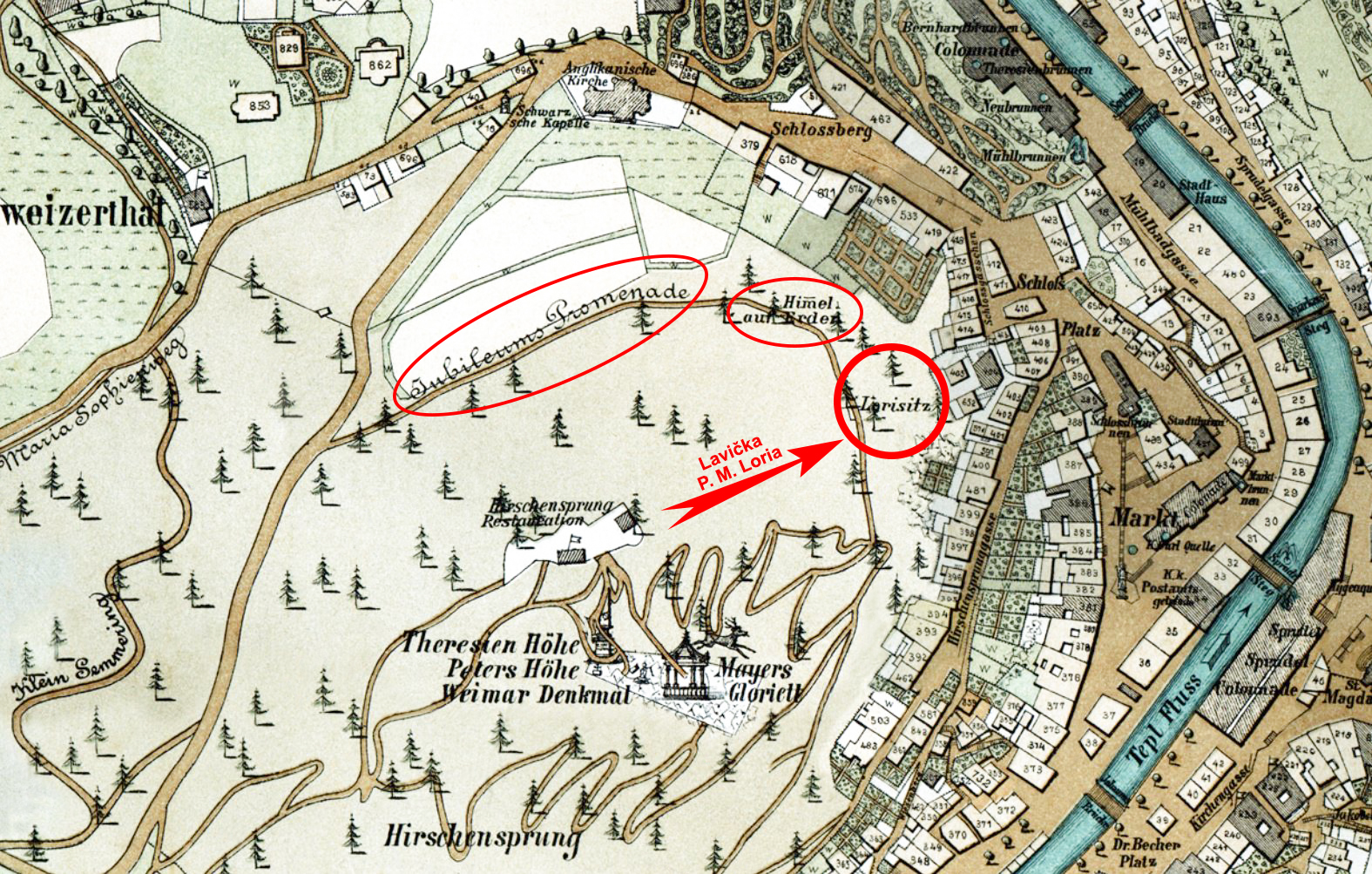
Výřez mapy Situations-Plan Stadt Carlsbad (Otto Schindler, 1885) s vyznačením místa s lavičkou P. M. Loria
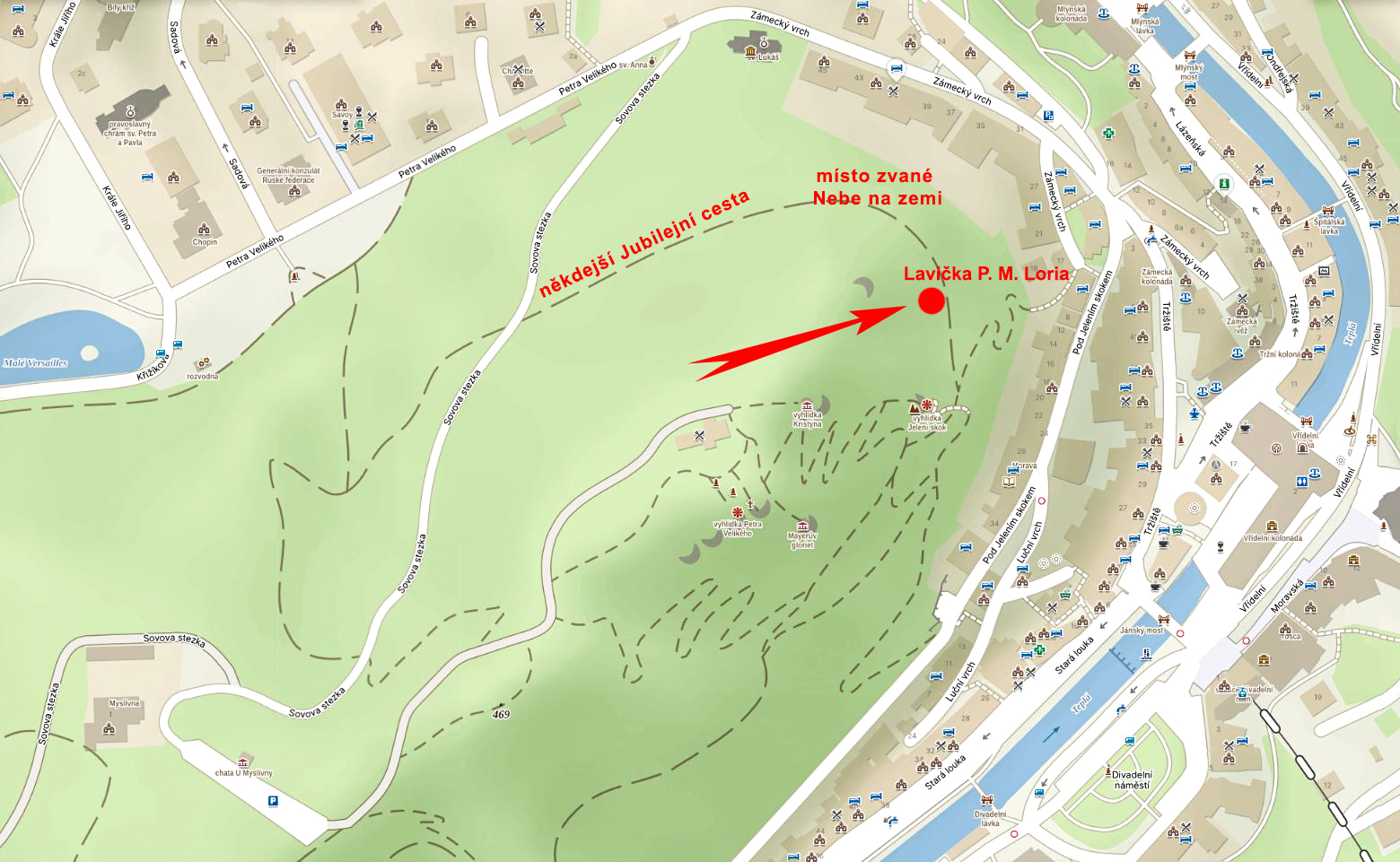
Výřez Mapy.cz s vyznačením místa s lavičkou P. M. Loria